# Le Sacrifice d'Ismaël
 (juillet 2025).
Pour plus de détails, voir Fiche technique et Distribution.
Le Sacrifice d'Ismaël est un film muet français réalisé par Henri Andréani et sorti en 1912.

## Fiche technique
- Titre : Le Sacrifice d'Ismaël
- Réalisation : Henri Andréani
- Société de production : Pathé Consortium Cinéma
- Société de distribution : Pathé Consortium Cinéma
- Pays d'origine : France
- Format : Muet - Noir et blanc - 1,33:1 - 35 mm
- Métrage : 340 m
- Genre : Péplum
- Durée : 11 minutes 20
- Date de sortie : 
  -  France : 6 décembre 1912 à Omnia Pathé, Paris

Sources : Fond. JérômeSeydoux et IMDb